# HM Hospitales
HM Hospitales es un grupo hospitalario español de asistencia sanitaria privada con presencia en las comunidades autónomas de Madrid, Galicia, Cataluña, Andalucía, Castilla y León y Castilla-La Mancha. Cuenta con 49 centros asistenciales. Desde 2008 los hospitales de la Comunidad de Madrid son universitarios desarrollando labores de investigación y docencia.

## Historia
El comienzo del grupo data de 1989 cuando los fundadores, el doctor Juan Abarca Campal y su esposa, la doctora Carmen Cidón Tamargo, obtuvieron el arrendamiento del antiguo Hospital de San Pedro Apóstol de Madrid, que tras unas obras de remodelación y modernización fue inaugurado como Hospital de Madrid en 1990 y es el origen de la sigla HM, cuyo nombre inicial era grupo Hospitales de Madrid, y cuyas siglas HM acompañan a todos los centros.
A partir de 1997 se fueron construyendo o incorporando al grupo varios centros hospitalarios de la Comunidad de Madrid, como el Hospital Universitario HM Montepríncipe (Boadilla del Monte), y el Hospital Universitario HM Torrelodones en 2004, según proyecto del arquitecto Antonio Morales Sabio. En 2007 se inauguró el Hospital Universitario HM Sanchinarro que incluye el Centro Integral Oncológico Clara Campal (HM CIOCC), según proyecto del arquitecto Antonio Morales Sabio.
En 2007 el Hospital de Madrid Montepríncipe logró la acreditación de Hospital Universitario, facultado para la docencia pregrado en todas las titulaciones de Ciencias de la Salud impartidas por la Facultad de Medicina de la Universidad CEU San Pablo, siendo la primera entidad hospitalaria privada de la Comunidad de Madrid con carácter universitario. La certificación de hospitales universitarios se extendió a una gran parte de los hospitales del Grupo HM a partir de 2008, ampliándose la docencia universitaria a grado y postgrado y capacitándoles para la investigación. Desde entonces los hospitales universitarios HM Hospitales forman profesionales sanitarios, médicos, enfermeras y odontólogos.
En 2011 se adquirió la Maternidad Belén que pasó a llamarse Hospital Universitario HM Nuevo Belén. En 2012 también se puso en marcha el Centro Integral de Enfermedades Cardiovasculares HM CIEC, ubicado en el Hospital Universitario HM Montepríncipe. En 2015 se inauguró el Hospital Universitario HM Puerta del Sur y el Centro Integral de Neurociencias (HM CINAC) en Móstoles según el proyecto del arquitecto Antonio Morales Sabio; en 2016 el HM Vallés en Alcalá de Henares.
La expansión a Galicia se produjo a partir de 2014, cuando se integraron al grupo los hospitales gallegos del grupo Modelo, el Hospital Modelo de La Coruña y la Maternidad Belén, que pasaron a llamarse Hospital HM Modelo y Maternidad HM Belén. En 2016 se adquirió el grupo La Rosaleda, integrado por los hospitales La Rosaleda y La Esperanza de Santiago de Compostela y el Centro Médico de Lalín, que se denominaron Hospital HM Rosaleda, HM La Esperanza y Policlínico HM Rosaleda Lalín respectivamente. También en ese año se incorporó el Policlínico HM IMI de Toledo como “Centro de Especialidades”. En 2016 el grupo compró el 50% de la Clínica San Francisco de León, pasando a denominarse Hospital HM San Francisco. En 2017 llegaron a un acuerdo con la Diócesis de León para incorporar la Obra Hospitalaria Nuestra Señora de Regla a su red de centros, que pasó a denominarse Hospital HM Regla.
La entrada de HM Hospitales en Cataluña comenzó en 2018 con la entrada en el accionariado del Centro Médico Delfos, la adquisición de la Clínica Sant Jordi en el noreste de Barcelona, y la compra del Hospital de Nens especializado en asistencia, docencia e investigación en el campo de la Pediatría. Estos tres centros pasaron a conocerse como Hospital HM Nou Delfos, Hospital HM Sant Jordi y Hospital HM Nens. El acuerdo de adquisición incorporó también la obra social de la Fundación Nens con la creación de la Fundación HM Obra Social Nens, bajo el paraguas de la Fundación de Investigación HM Hospitales.
La expansión a la comunidad andaluza desde 2022 se dio con la incorporación de cuatro hospitales en la provincia de Málaga: Hospital CHIP, posteriormente Hospital HM Málaga, Hospital Dr. Gálvez (Hospital HM Gálvez), y Clínica del Pilar, que se convirtió en Hospital de Día HM El Pilar. También se incorporó al grupo la gestión del Hospital Santa Elena de Torremolinos, que pasó a denominarse Hospital Internacional HM Santa Elena.

## Hospitales y Centros
El Grupo cuenta con 22 hospitales y 8 hospitales materno-infantiles): de ellos hay 8 en la Comunidad de Madrid, 4 en la Comunidad de Galicia, 2 en León, 3 en Cataluña y 4 en Andalucía. También integra tres centros monográficos en Oncología, Cardiología y Neurociencias, y tres centros especializados en Reproducción Asistida, Odontología y Oftalmología. Además, existen 21 policlínicos repartidos por la Comunidad de Madrid, la Comunidad Gallega, Castilla-La Mancha y Cataluña.

## Docencia
La formación profesional en distintas ramas sanitarias se imparte desde el Centro de Formación en Profesiones Biosanitarias HM Hospitales (FHMPB) con instalaciones en Boadilla del Monte y Móstoles.
En cuanto a la formación de grado y postgrado, en 2022 se creó la Facultad HM Hospitales de Ciencias de la Salud de la Universidad Camilo José Cela (UCJC), en la que se imparten 10 grados, 5 dobles titulaciones, 16 másteres de postgrado oficiales y otros 8 másteres de postgrado propios, además del máster en Ortodoncia Intensiva que imparte la Universitat Abat Oliva.
La especialización de los médicos y enfermeros residentes, lo que se conoce como MIR y EIR respectivamente, se realiza en los HM Hospitales siguiendo el protocolo oficial del Ministerio de Sanidad, permitiendo también estancias formativas con rotaciones internas y externas en los HM Hospitales.
La Fundación de Investigación HM Hospitales cuenta con un programa de becas para la realización de los doctorados en los HM Hospitales.

## Investigación
Los programas de investigación son desarrollados por la Fundación de Investigación HM Hospitales, que fue creada en 2003, en colaboración con diversas instituciones de investigación, como el Centro Nacional de Investigaciones Oncológicas (CNIO), el Centro Superior de Investigaciones Científicas (CSIC), el Centro Integral de Neurociencias HM CINAC, el Centro Integral Oncológico Clara Campal HM CIOCC, Centro Integral de Enfermedades Cardiovasculares HM CIEC, el Instituto de Medicina Molecular Aplicada (IMMA), y la Universidad Politécnica de Madrid (UPM).
Los distintos proyectos de investigación se insertan en programas de Oncología, Cardiología, Neurociencias, Cirugía general, Cirugía maxilofacial, Traumatología y Anestesiología; y son desarrollados en los hospitales, policlínicos y centros integrales del grupo.
La Fundación de HM Hospitales y el Grupo HM Hospitales han firmado convenios con diferentes empresas que regulan las cátedras de investigación: Cátedra de Implantología Klockner; Cát. Sanyres en Geriatría Personalizada; Cát. Siemens Healthineers en Pet-Rm; Cát. Inteligencia Artificial en Salud; Cát. de Neurocinemática Aplicada; Cát. Novo Nordisk en Farmacoeconomía de la Obesidad y Riesgo Cardiovascular; Cát. de Investigación en Otoacústica Evolutiva y Paleoantropología; Cát. de Traumatología del Deporte, y Cátedra de Medicina basada en la Eficiencia.
Desde 2021 la Fundación de Investigación HM Hospitales organiza el Premio Internacional de Ciencias Médicas Doctor Juan Abarca, conocido como Abarca Prize, que reconoce la labor investigadora y el impacto de los avances e innovaciones médico-científicos a través de un hallazgo biomédico de relevancia mundial.

## Organización societaria
HM Hospitales está dirigido por médicos y su accionariado es 100% español. Cuenta con más de 6.500 profesionales de la medicina y asistencia. Su presidente es el doctor Juan Abarca Cidón, el consejero delegado es Alejandro Abarca Cidón y la vicepresidenta es la doctora Elena Abarca Cidón. El último dato de facturación conocido corresponde al año 2021 y asciende a 574 millones de euros.